# Sándor Sallai
Sándor Sallai (Debrecen, 26 marzo 1960) è un ex calciatore ungherese, di ruolo difensore.

## Biografia
Anche suo fratello Tibor e suo nipote Roland sono o sono stati calciatori.

## Palmarès

### Club

#### Competizioni nazionali
- Campionato ungherese: 5

Honvéd: 1983-1984, 1984-1985, 1985-1986, 1987-1988, 1988-1989
- Coppa d'Ungheria: 2

Honvéd: 1984-1985, 1988-1989